# Donald Hume
Donald Bruce Hume, ameriški veslač, * 25. julij 1915, † 16. september 2001.
Hume je za ZDA nastopil na Poletnih olimpijskih igrah 1936 v Berlinu, kjer je v osmercu osvojil zlato medaljo.